# Joseba Leizaola
Joseba Andoni Leizaola Azpiazu (San Sebastián, Guipúzcoa, País Vasco, 3 de enero de 1931-ibíd., 6 de enero de 2017) fue un político español de ideología nacionalista vasca.
Fue parlamentario (1980-1998) y presidente del Parlamento Vasco (1990-1998).

## Biografía
Nació en 1931 en el seno de una familia donostiarra de significados nacionalistas vascos, militantes del PNV. Su tío Jesús María de Leizaola fue consejero de Cultura del Gobierno vasco durante la guerra civil española, vicelehendakari y finalmente lehendakari del Gobierno Vasco en el exilio (1960-80). Otro tío suyo, Carmelo Leizaola, químico experto en explosivos, fue miembro de la Sociedad de Estudios Vascos y promotor de la ikastola de Galdácano. Finalmente el padre de Joseba, Ricardo Leizaola fue un editor e impresor; fundador del semanario Argia y del periódico donostiarra El Día. Ricardo Leizaola se encargó de la edición del Diario Oficial del Gobierno Vasco durante la Guerra Civil. 
Tras la derrota de la Segunda República en la Guerra Civil y ante el estallido de la Segunda Guerra Mundial, el padre de Joseba se exilió en Venezuela a comienzos de la década de 1940, llevando consigo a su familia. Así el joven Joseba Leizaola creció en Caracas en el entorno de la comunidad de exiliados nacionalistas vascos de Venezuela nucleada en torno al Centro Vasco de Caracas. En su juventud Joseba Leizaola fue presidente de EGI (Juventudes del PNV) en Caracas y vocal del Centro Vasco de Caracas.
Con el progresivo aperturismo del régimen franquista, parte de la familia Leizaola regresó a San Sebastián incluyendo al propio Joseba. En el País Vasco prosiguió su militancia política en el PNV, ahora en la clandestinidad. Entre 1968 y 1977 fue designado por la dirección del partido miembro del Guipúzcoa Buru Batzar (GBB), ejecutiva del PNV en Guipúzcoa, y fue miembro del Euskadi Buru Batzar (EBB), ejecutiva nacional del PNV, representando en este órgano a los militantes guipuzcoanos.
Tras la muerte de Francisco Franco y durante la Transición política (1975-77) el PNV sale de la clandestinidad y es legalizado. Joseba Leizaola emergió públicamente en ese momento como uno de los dirigente del PNV en Guipúzcoa y siguió ocupando cargos en la dirección del partido, en el GBB (hasta 1980) y en el EBB (hasta 1978), siendo esta vez elegido por la militancia. 

### Labor en el Parlamento Vasco
A partir de 1980, Leizaola se destacó por su labor institucional en el Parlamento Vasco, actividad que llevaría a cabo durante 18 años y 5 legislaturas. 
En 1980 durante las primeras Elecciones Autonómicas al Parlamento Vasco es elegido parlamentario por el PNV en la circunscripción de Guipúzcoa, elección que repetiría en otras cuatro legislaturas. También fue elegido procurador en las Juntas Generales de Guipúzcoa (1983).
Durante la crisis de su partido a mediados de la década de 1980, Leizaola permaneció fiel a la dirección del PNV.
A partir de 1983 ocupó siempre algún puesto en la Mesa del Parlamento Vasco, primero fue secretario primero (1983-87), luego vicepresidente primero (1987-90) y finalmente presidente del Parlamento Vasco (1990-98). 
En 1998, con 67 años de edad, Leizaola anunció públicamente que se retiraba de la política activa para dedicarse a su familia y que no se presentaría a la reelección, ni a cargos internos del partido.
Desde entonces permaneció jubilado y ajeno a la política, sin ocupar cargos institucionales ni internos de su partido.
| Predecesor: Jesús Eguiguren | Presidente del Parlamento Vasco 1990-1998 | Sucesor: Juan María Atutxa |